# Televisa Radio

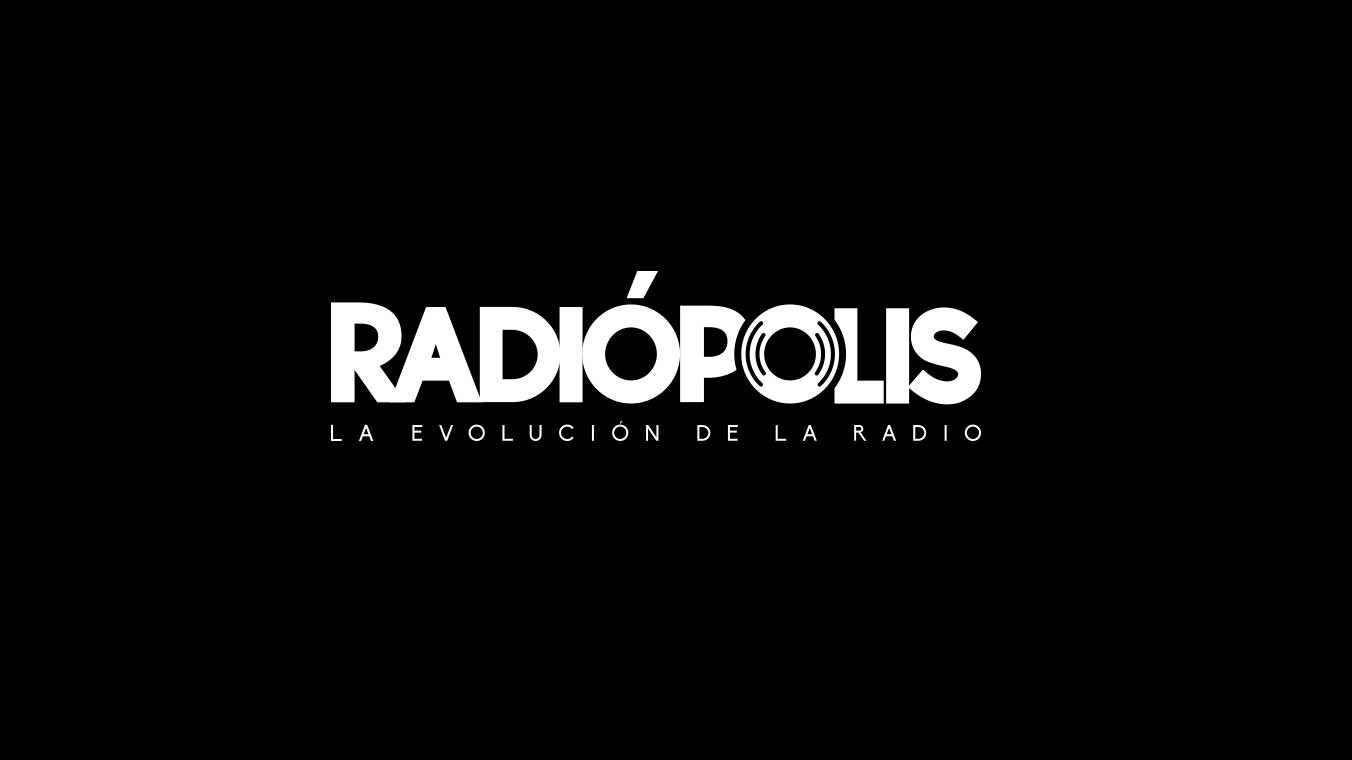

Sistema Radiópolis, també coneguda anteriorment amb el nom de Televisa Radio, és la divisió en ràdio del Grup Televisa i del Grup PRISA.

## Història

### XEW
El 18 de setembre de 1930 XEW inicia transmissions regulars des dels seus estudis del Cine Olimpia, propietat de l'empresari Emilio Azcárraga Vidaurreta, fundador d'aquesta emissora. Dècades més tard, des d'aquesta ràdio sorgirien veus com les de Xavier Villaurrutia, Salvador Novo, Alfonso Reyes, Ángel Rabanal, Chucho Elizarrarás, Mauricio Magdaleno o Ricardo López Méndez. També va ser bressol de veus musicals com les de Pedro Infante, Agustín Lara, Pedro Vargas, Guty Cárdenas o Lola Beltrán. Aquestes veus van sorgir de programes de XEW com Sonrisas Colgate, La Hora Nescafé, El cancionero Picot i La Hora del aficionado.
A la dècada de 1950 també va retransmetre radionovel·les com: Ave sin nido, La vida apasionante de Anita de Montemar, Lo que el viento se llevó, La vida de Gloria, La dramática historia de Francisca Velasco, Los tres Mosqueteros i Chucho el roto. A XEW, també es van consolidar locutors mexicans, com: Ruben Mercado Rivas, Manuel de la Vega, Pedro de Lille, Miguel Ángel Palomera de la Reé, Marco Tulio García, Jaime Ortiz Pino, Mario Agredano, Carlos Amador, Enrique Bermúdez, Ramiro Gamboa, Jorge Marrón, Ignacio Martínez Carpinteiro, Pedro Moreno, Héctor Martínez Serrano i Claudio Lenk.
El 30 d'octubre de 1938 Emilio Azcárraga Vidaurrueta va fundar una segona emissora, XEQ. A partir de l'1 d'octubre de 1952, l'estació XEW transmetria des del carrer Ayuntamiento 52 de la Ciutat de Mèxic. Dels micròfons d'ambdues estacions van néixer figures de la comunicació, com Paco Malgesto, Pedro Ferriz Santa Cruz, Jacobo Zabludovsky, Daniel Pérez Alcaráz, Roberto Armendáriz i Paco Stanley. El 1947 Emilio Azcárraga Vidaurrueta va adquirir la concessió de l'estació XEX.

### Grupo Radiopolís
L'1 de juliol de 1975 es va fundar oficialment el Grupo Radiopolís (ara, Televisa Radio), conformat per XEW, XEQ i XEX (amb les seves respectives estacions en FM, conegudes inicialment com a Magia Digital, La Tropi Q i Estelar FM, respectivament en els seus inicis). La seu del grup seria als edificis d'Ayuntamiento 52 i Ayuntamiento 54. L'1 d'octubre de 1992 el Grupo Radiopolís es va mudar a Calzada de Tlalpan No. 3000, colònia Espartaco, delegació Coyoacán, de la Ciutat de Mèxic. Al complex radiofònic, s'hi va integrar la tecnologia dels satèl·lits i la fibra òptica..
En aquest mateix any, el consorci de comunicacions adquireix sis emissora a ARTSA, a Guadalajara, i estrena el seu domini en la part occidental del país. Aquestes estacions agrupades sota el nom de Radio Comerciales són XEZZ-AM Radio Gallito, XEBA-AM La Consentida, XELT-AM La Sabrosita (actualment, operada per l'associació RadioMaría México), XEHL-AM La Poderosa HL (avui, TDW), XEBA-FM StereoAmor (avui, Ke Buena) i XEHL-FM Sonido 103 (LOS40). Juntament amb XEWK-AM W Radio Guadalajara, van conformar el Grupo Radiopolis Guadalajara (actualment, Televisa Radio Guadalajara), un dels més importants en la part occidental del país.

### PRISA
El 2002 PRISA va comprar el 50% de les accions de Televisa Radio i, com a resultat, es van crear a Mèxic les emissores W Radio; Los 40 Principales i Bésame. El 2003 Televisa Radio i el Grupo Radiorama signen una aliança estratègica perquè en les seves emissores es transmeti la programació de les cadenes W Radio, Ke Buena, Los 40 Principales i Bésame en diferents ciutats del país. Entre 2008 i 2015 Televisa Radio va arribar a acords amb diversos grups mediàtics —com Avanradio, el Grupo Siete, Radio Núcleo, Cadena RASA o el Grupo LARSA— per arribar a més ciutats mexicanes.

## Formats
- W Radio: Transmet notícies, magazíns i esports.
- LOS40: operada per Televisa Ràdio, sota llicència de PRISA, transmet música pop en anglès i espanyol, així com programes temàtics.
- W deportes: transmet esdeveniments i informació esportiva.
- Ke Buena: transmet música grupera i és propietat de Televisa Radio.
- Radio Gallito: emet música popular.
- La Consentida: transmet música romàntica.
- Radio María: transmet programació religiosa. Operada per Radio María México.

## Emissores
L'empresa Televisa Radio és concessionària de diverses emissores de ràdio.
- W Stereo Luz FM 99.9 (Tehuacán, Puebla)
- Grupo AS Radio (estats de Tamaulipas i San Luis Potosí)
- Grupo Larsa Comunicaciones (Heroica Nogales, Sonora)
- Grupo Audiorama (Cuernavaca, Baixa Califòrnia, Estat de Guerrero i Puerto Peñasco, Sonora)
- Grupo Radiorama (Celaya, Guanajuato; Coatzacoalcos, Veracruz; Cuernavaca, Morelos; León, Guanajuato; Mazatlán, Sinaloa; Oaxaca, Oaxaca i Uruapan, Michoacán)
- Núcleo Comunicación del Sureste (estat de Campeche)
- Cadena RASA (Mérida, Yucatán i estat de Michoacán)
- Chavez Radiocast (Guamúchil i Los Mochis, Sinaloa)
- Corporación Radio Núcleo (estats de Chiapas i Tabasco)
- corporación de Medios e Información (Juchitán de Zaragoza i Salina Cruz, Oaxaca)
- Grupo MS Radio (Martínez de la Torre i Misantla, Veracruz)
- Radio Grupo Antonio Contreras (Irapuato, Guanajuato)
- Radiodual (Matamoros, Tamaulipas)
- Sigma Radio (Ciudad Delicias, Chihuahua)
- Cadena Baja California (Baixa Califòrnia)
- Grupo Radiofónico Zer (Aguascalientes, Aguascalientes)
- Grupo Radiso Digital (Córdoba, Veracruz)
- Grupo ALFA Comunicaciones (Zihuatanejo, Guerrero)
- Global Media (San Luis Potosí, San Luis Potosí)